# Pure Morning
 (mars 2024).
Si vous disposez d'ouvrages ou d'articles de référence ou si vous connaissez des sites web de qualité traitant du thème abordé ici, merci de compléter l'article en donnant les références utiles à sa vérifiabilité et en les liant à la section « Notes et références ».
Singles de Placebo
Bruise Pristine You Don't Care About Us
Pure Morning est une chanson du groupe de rock Placebo. C'est la première piste de l'album Without You I'm Nothing. Premier single de l'album, il sort le 3 août 1998.
Pure Morning a servi de bande son à une publicité pour France Télécom ; on peut également l'entendre brièvement dans le douzième épisode de la troisième saison de Daria (intitulé On nous mène en bateau).
Pure Morning aurait dû être une Face B. En effet, l'enregistrement de l'album Without You I'm Nothing une fois terminé, le groupe se réunissait en dilettante aux studios Livingstone de Londres. Un matin, le groupe démarre sur une boucle de guitare autour de laquelle s'est construit le morceau et la cisèle jusqu'au soir même. Une fois terminé, le morceau parut bien trop bon pour ne pas devenir une piste à part entière d'un album et fut donc incorporé à Without You I'm Nothing.
Premier extrait de l'album, Pure Morning, électrique et posé, fut un véritable pieds de nez à tous ceux qui voyaient déjà Placebo s'enfermer dans le teenage rock, au regard de son premier album Placebo. Au contraire, Placebo déconcerte ses premiers fans et s'engage dans un processus constant de renouvellement artistique.
Nul doute que les conditions dans lesquelles le morceau a été composé a influencé ce dernier. Le texte parle de la sensation éprouvée le matin après une nuit de veille, alors que le reste du monde, lui, s'éveille. Mais comme l'explique Brian Molko, c'est surtout une célébration de l'amitié, évoquant « le fait de se sentir en totale rupture avec le monde qui nous entoure et de désirer ardemment qu'un(e) ami(e) vous prenne dans ses bras et vous aide à redescendre. [...] Les personnes qui l'ont inspirée sont deux de mes amies, c'est une sorte d'apologie de l'amitié avec les femmes ». Le proverbe anglais sujet à une anaphore[pas clair] « A friend in needs is a friend indeed » qui se traduirait par « C'est dans le besoin que l'on reconnait ses véritables amis » participe à l'effet hypnotisant du morceau et en résume l'essence même.

## Liste des titres du single
- Liste des titres, CD1

1. Pure Morning
2. Mars Landing Party
3. Leeloo

- Liste des titres, CD2

1. Pure Morning
2. Needledick
3. Innocence Of Sleep

## Clip
Dans le clip de la chanson, réalisé par Nick Gordon, Brian Molko incarne une personne suicidaire qui a l'intention de se jeter du haut d'un immeuble.